# Stanisław Możejko
Stanisław Możejko (ur. 13 kwietnia 1954 w Szczecinie, zm. 12 kwietnia 2017 w Świnoujściu) – polski samorządowiec, inżynier i dziennikarz, działacz NSZZ „Solidarność”, w latach 1998–2000 prezydent Świnoujścia, radny w latach 1990–1994 i 1998–2010, a także wydawca i redaktor naczelny lokalnego tygodnika „Nowy Wyspiarz”.

## Życiorys
Ukończył Technikum Budowy Okrętów w Szczecinie i Wydział Elektryczny Politechniki Szczecińskiej.
Do NSZZ „Solidarność” wstąpił we wrześniu 1980 i zaangażował się w organizowanie samorządu pracowniczego na podstawie założeń Sieci. Od 13 grudnia 1981 był współorganizatorem Tymczasowego Komitetu Zakładowego NSZZ „Solidarność” w Morskiej Stoczni Remontowej w Świnoujściu. Od 30 sierpnia do 8 grudnia 1982 był internowany w obozie w Wierzchowie. Od 11 listopada 1983 do 21 stycznia 1984 tymczasowo aresztowany w areszcie śledczym w Szczecinie, w związku z działalnością w zdelegalizowanej „Solidarności”.
W latach 1982–1989 był współorganizatorem podziemnej poligrafii i kolportażu prasy podziemnej na terenie Świnoujścia. W latach 1983–1989 współtwórca i przywódca miejskiej struktury podziemnej „Solidarności” w Świnoujściu. W marcu 1983 zwolniony z pracy za wręczanie kobietom z okazji Dnia Kobiet kart z życzeniami sygnowanych przez „Solidarność”. W latach 1983–1987 pracownik Żeglugi na Odrze w Świnoujściu. Od jesieni 1984 członek Rady Koordynacyjnej „Solidarności” Regionu Pomorze Zachodnie. W listopadzie 1986 organizator Komitetu Założycielskiego „Solidarności” w Morskiej Stoczni Remontowej w Świnoujściu. W latach 1987–1988 pełnomocnik Tymczasowej Komisji Koordynacyjnej NSZZ „Solidarność”.
W 1989 pełnomocnik Międzyzakładowego Komitetu Organizacyjnego NSZZ „Solidarność” Regionu Pomorza Zachodniego ds. reaktywowania „S”, organizator i przewodniczący Podregionu Świnoujście. W latach 1989–1992 delegat na Walne Zjazdy Delegatów NSZZ „Solidarność” Regionu Pomorze Zachodnie, członek Prezydium Zarządu Regionu, a w 1992 delegat na III Krajowy Zjazd Delegatów. W latach 1990–1994 i 1998–2010 radny, członek Zarządu Miasta Świnoujście. Od 1996 organizator i działacz Społecznego Komitetu Budowy Tunelu pod rzeką Świną w Świnoujściu.
W 1998 pełnomocnik Komitetu Wyborczego Akcja Wyborcza Solidarność w Świnoujściu. Od listopada 1998 do 20 kwietnia 2000 prezydent Świnoujścia. W czasie swojej prezydentury zerwał kontrakt na oczyszczanie z poniemieckich min basenu Mulnik z firmą Polskie Ratownictwo Okrętowe z Gdyni. W latach 1997–2010 wydawca lokalnego tygodnika „Nowy Wyspiarz”, a w latach 2002–2010 również redaktor naczelny tego czasopisma.
W 2005 poparł Lecha Kaczyńskiego w wyborach prezydenckich.
W wyborach samorządowych w 2010 ubiegał się o mandat radnego z komitetu Platformy Obywatelskiej, lecz nie zdobył mandatu.

## Śmierć
W nocy z 10 na 11 kwietnia 2017 z powodu zasłabnięcia trafił do szpitala miejskiego w Świnoujściu, gdzie na skutek zatrzymania krążenia zmarł dzień przed swoimi 63 urodzinami.

## Odznaczenia
- Krzyż Oficerski Orderu Odrodzenia Polski[7] – odznaczony 30 sierpnia 2006 przez Prezydenta Polski Lecha Kaczyńskiego na uroczystościach z okazji 26 rocznicy Porozumień Sierpniowych w Szczecinie.